# Сьюард (Пенсільванія)
Сьюард (англ. Seward) — місто (англ. borough) в США, в окрузі Вестморленд штату Пенсільванія. Населення — 411 особа (2020).

## Географія
Сьюард розташований за координатами 40°24′47″ пн. ш. 79°1′19″ зх. д. / 40.41306° пн. ш. 79.02194° зх. д. (40.413067, -79.021854).  За даними Бюро перепису населення США в 2010 році місто мало площу 0,52 км², уся площа — суходіл.

## Демографія
Згідно з переписом 2010 року, у селищі мешкало 495 осіб у 210 домогосподарствах у складі 146 родин. Густота населення становила 946 осіб/км².  Було 228 помешкань (436/км²).
Расовий склад населення:
| - 98,8 % — білих - 0,2 % — чорних або афроамериканців |

До двох чи більше рас належало 1,0 %. Частка іспаномовних становила 0,2 % від усіх жителів.
За віковим діапазоном населення розподілялося таким чином: 23,8 % — особи молодші 18 років, 54,4 % — особи у віці 18—64 років, 21,8 % — особи у віці 65 років та старші. Медіана віку мешканця становила 44,1 року. На 100 осіб жіночої статі у селищі припадало 95,7 чоловіків;  на 100 жінок у віці від 18 років та старших — 89,4 чоловіків також старших 18 років.
Середній дохід на одне домашнє господарство  становив 44 795 доларів США (медіана — 38 500), а середній дохід на одну сім'ю — 48 461 долар (медіана — 44 688). Медіана доходів становила 34 375 доларів для чоловіків та 31 667 доларів для жінок. За межею бідності перебувало 12,9 % осіб, у тому числі 20,6 % дітей у віці до 18 років та 3,4 % осіб у віці 65 років та старших.
Цивільне працевлаштоване населення становило 166 осіб. Основні галузі зайнятості: освіта, охорона здоров'я та соціальна допомога — 34,9 %, виробництво — 21,1 %, транспорт — 10,2 %, роздрібна торгівля — 6,6 %.